# نادي كرة القدم بصيادة
نادي كرة القدم بصيادة هي جمعية كرة قدم تونسية، أسست عام 2006 بصيادة، بعد تجميد نشاط فرع كرة القدم عن الاتحاد الرياضي الصيادي لتكوّن الشباب في رياضة كرة القدم. رئيسها هو محمد بن محمد مهني حتى سنة 2008، ثم صالح جعبر حتى سنة 2010.
تولى أيضا الهاشمي الجلاد رئاسة الفريق في الفترة الممتدة بين 2019 و2023 و الآن رئيسها عبد الحليم بوجدي.

## وصلات خارجية
- الموقع الرسمي للجامعة التونسية لكرة القدم